# Relations entre l'Irlande et l'Union européenne
Les relations entre l'Irlande et l'Union européenne sont des relations verticales impliquant l'organisation supranationale et un de ses États membres. L'île d'Irlande est politiquement divisée entre la république d'Irlande et l'Irlande du Nord, une nation constitutive du Royaume-Uni (voir alors Relations entre le Royaume-Uni et l'Union européenne).
L'Irlande est entrée dans l'Union européenne en 1973. Le pays a exercé 7 présidences du Conseil de l'Union européenne.

## Positionnement vis-à-vis de l'Union européenne

### Opinion publique
L'Irlande a voté « non » à la ratification du traité de Lisbonne lors du premier référendum cependant 72 % des Irlandais seraient satisfaits de leur qualité de membres et l'Union et près de 58 % seraient intéressés par les élections européennes.